# Масдеваллия
Масдеваллия (лат. Masdevallia) — род эпифитных, литофитных, редко наземных растений из семейства Орхидные (Orchidaceae), распространённых во влажных лесах Центральной и Южной Америки.
Аббревиатура родового названия — Masd.
Многие представители рода и гибриды с их участием популярны в комнатном и оранжерейном цветоводстве, а также широко представлены в ботанических садах.

## Синонимы
По данным Королевских ботанических садов в Кью:
- Rodrigoa Braas, 1979
- Portillia Königer, 1996
- Jostia Luer, 2000
- Acinopetala Luer, 2006
- Alaticaulia Luer, 2006
- Buccella Luer, 2006
- Byrsella Luer, 2006
- Fissia (Luer) Luer, 2006
- Luzama Luer, 2006
- Megema Luer, 2006
- Petalodon Luer, 2006
- Regalia Luer, 2006
- Reichantha Luer, 2006
- Spectaculum Luer, 2006
- Spilotantha Luer, 2006
- Streptoura Luer, 2006
- Triotosiphon Schltr. ex Luer, 2006
- Zahleria Luer, 2006

## Ареал и экологические особенности

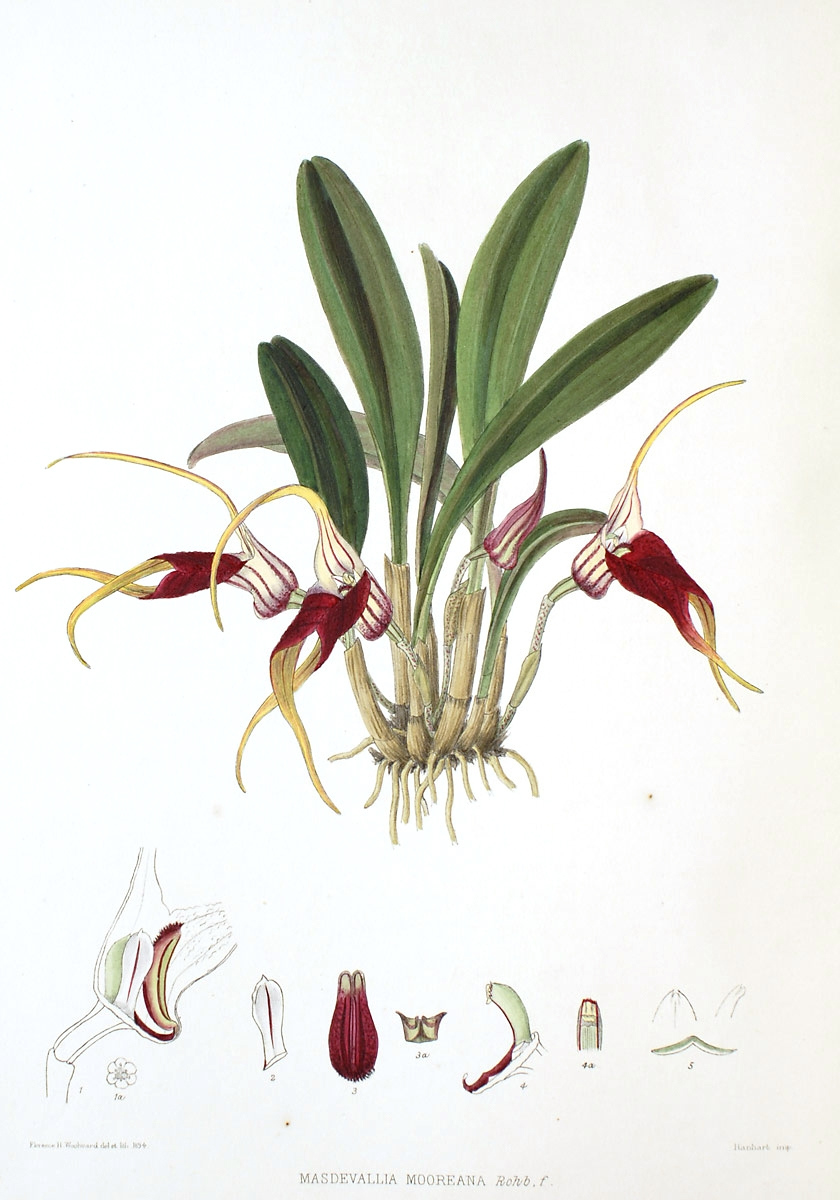
Masdevallia arminii
Ботаническая иллюстрация из книги Florence H. Woolward: The Genus Masdevallia

Род распространен в странах Центральной и Южной Америки: Перу, Бразилия, Сальвадор, Гондурас, Никарагуа, Коста-Рика, Панама, Венесуэла, Колумбия и некоторых других.
Наибольшее разнообразие видов присуще «облачным горным лесам» Колумбии, где встречается примерно 3/4 известных представителей этого рода.
Все виды рода Masdevallia входят в Приложение II Конвенции CITES. Цель Конвенции состоит в том, чтобы гарантировать, что международная торговля дикими животными и растениями не создаёт угрозы их выживанию.

## Этимология
Род Masdevallia назван в честь испанского врача и ботаника конца XVIII века, Дона Хозе де Масдевалла (Dr. Don Jose de Masdevall), служившего при дворе испанского короля Карла III.

## История описания
Первый вид рода Masdevallia был найден европейскими ботаниками в 1779 году во время экспедиции исследовавшей леса Перу и Чили.

## Биологическое описание
Относительно мелкие и средние симподиальные растения. 

Ризома короткая, ползущая.

Корни тонкие.

Стебли прямостоячие, укороченные, покрыты пленчатыми листовыми влагалищами, собраны в компактные группы, однолистные.

Лист прямостоячий или наклоненный, мясистый или кожистый, продолговато-ланцетовидный или линейный, суженный у основания.

Цветки яркие, в очертании треугольные, необычной формы и окраски, одиночные или реже собраны в кистевидные прямостоячие или поникающие соцветия. Чашелистики в большей или меньшей степени сросшиеся у основания; их свободные части раскидистые, на концах с короткими или длинными отростками. Лепестки небольшие, как правило, линейно-ланцетные. Губа сидячая илил с коротким ноготком. Цветы некоторых видов ароматны. 
Поллиниев — 2.
Виды имеющие ароматные цветки: Masdevallia cyclotega, Masdevallia discolor, Masdevallia falcago, Masdevallia glandulosa, Masdevallia hydrae.

## Систематика

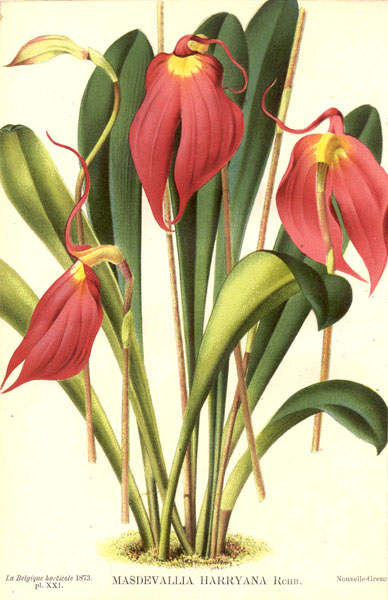
Masdevallia coccinea

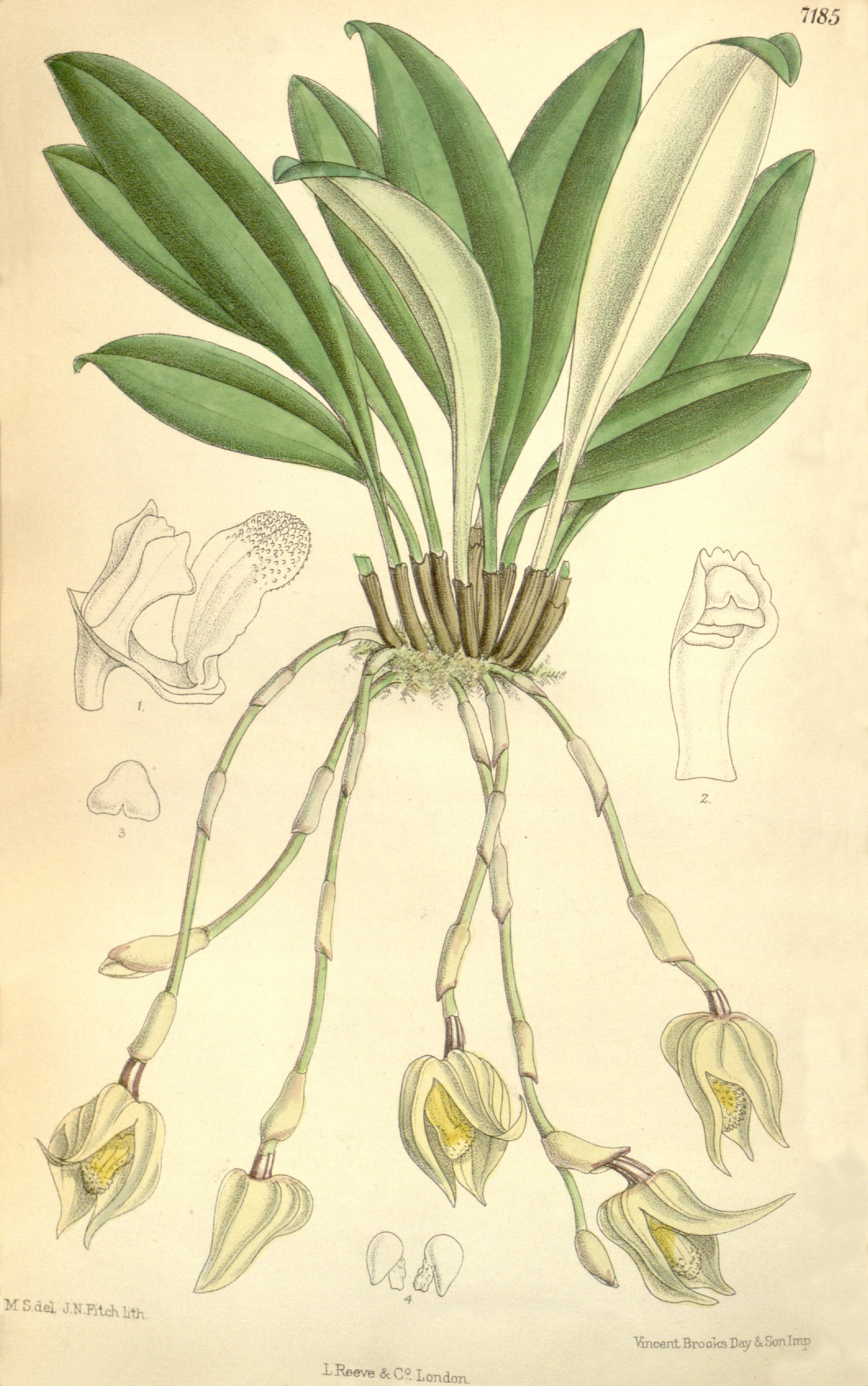
Masdevallia platyglossa

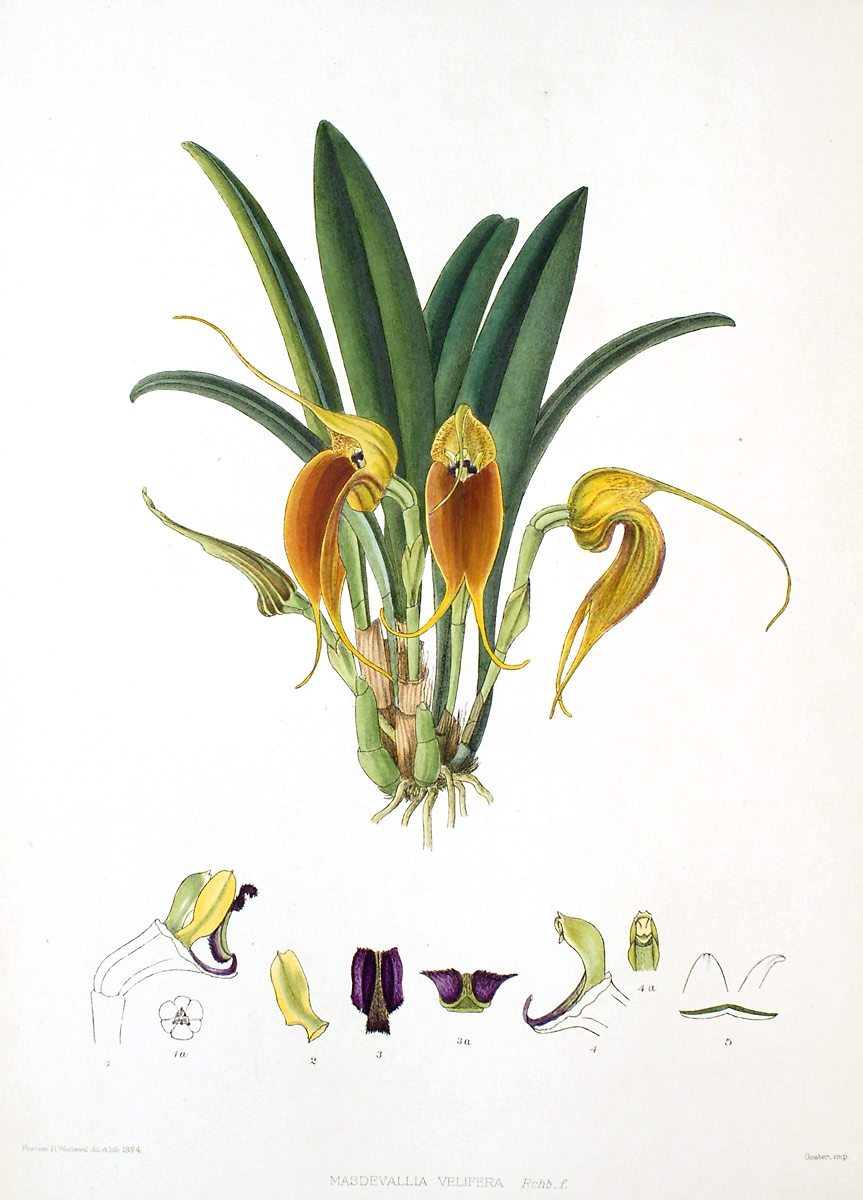
Masdevallia velifera

В настоящее время ведется широкая дискуссия относительно классификации Pleurothallidinae. В ближайшие годы следует ожидать изменений в составе рода Masdevallia.
Система рода Masdevallia по Luer, Carlyle A. (1984—2003): Icones Pleurothallidinarum, Systematics of Masdevallia (multiple volumes). Missouri Botanical Garden Press.
- Subgenus Amanda (этот подрод в настоящее время выделяют в отдельный род Spilotantha)
  - Section Amandae: более 28 видов. Masd. amanda, Masd. bulbophyllopsis, Masd. melanopus, Masd. polysticta и другие.
  - Section Ophioglossae: 1-2 вида; Masd. ophioglossa, Masd. ophioglossa ssp. grossa
- Subgenus Cucullatia: 4 вида; Masd. cerastes, Masd. corniculata, Masd. cucullata, Masd. macrura
- Subgenus Fissia: 3 вида; Masd. mutica, Masd. picturata, Masd. pleurothalloides
- Subgenus Masdevallia
  - Section Amaluzae: 6 видов. Masd. amaluzae, Masd. carmenensis, Masd. patula и др.
  - Section Aphanes: 3 вида; Masd. aphanes, Masd. capillaris, Masd. scopaea
  - Section Caudivolvulae: 1 вид. Masd. caudivolvula
  - Section Coriaceae :
    - Subsection Coriaceae: примерно 35 видов. Masd. angulata, Masd. caesia, Masd. civilis, Masd. foetens, Masd. fractiflexa и др.
    - Subsection Durae: 4 вида. Masd. ayabacana, Masd. dura, Masd. panguiensis, Masd. utriculata

  - Section Ligiae: один вид. Masd. ligiae
  - Section Masdevallia:
    - Subsection Caudatae: примерно 28 видов. Masd. bottae, Masd. decumana, Masd. lychniphora, Masd. triangularis, Masd. xanthina и др.
    - Subsection Coccineae: примерно 12 видов Masd. amabilis, Masd. barlaeana, Masd. coccinea, Masd. veitchiana и др.
    - Subsection Masdevallia: примерно 58 видов. Masd. agaster, Masd. calocodon, Masd. mejiana, Masd. uniflora и др.
    - Subsection Oscillantes: около 11 видов. Masd. andreettana, Masd. wagneriana, Masd. pteroglossa и др.
    - Subsection Saltatrices: 14 видов. Masd. angulifera, Masd. limax, Masd. saltatrix, Masd. urosalpinx, Masd. ventricularia и др.
    - Subsection Tubulosae: 7 видов Masd. bangii, Masd. irapana, Masd. tubulosa и др.

  - Section Mentosae: один вид. Masd. mentosa
  - Section Minutae: примерно 21 вид. Masd. floribunda, Masd. herradurae, Masd. minuta, Masd. nicaraguae, Masd. wendlandiana и др.
  - Section Racemosae: один вид. Masd. racemosa
  - Section Reichenbachianae:
    - Subsection Dentatae : два вида. Masd. collina, Masd. macrogenia
    - Subsection Reichenbachianae: около 11 видов. Masd. rolfeana, Masd. schroderiana, Masd. striatella и др.
- Subgenus Meleagris: 7 видов. Masd. anisomorpha, Masd. heteroptera, Masd. meleagris и др.
- Subgenus Nidifica: 4-5 видов. Masd. dynastes, Masd. nidifica, Masd. ventricosa и др.
- Subgenus Pelecaniceps: один вид. Masd. pelecaniceps
- Subgenus Polyantha
  - Section Alaticaules: примерно 97 видов. Masd. bicolor, Masd. infracta, Masd. scobina, Masd. stenorrhynchos, Masd. tovarensis и др.
  - Section Polyanthae: 7 видов. Masd. discoidea, Masd. lata, Masd. polyantha, Masd. schlimii и др.
- Subgenus Pygmaeia: 5 видов. Masd. anachaeta, Masd. erinacea, Masd. pygmaea и др.
- Subgenus Scabripes
- Subgenus Volvula

## Виды
- Masdevallia limax Luer 1978
- Masdevallia strobelii H.R.Sweet & Garay 1966

## Природныегибриды
Список видов по данным Королевских ботанических садов в Кью:
- Masdevallia × alvaroi Luer & R.Escobar, 1978 (Masdevallia amanda × Masdevallia picturata)
- Masdevallia × ligiae Luer & R.Escobar, 1982 (Masdevallia ventricularia × ?)
- Masdevallia × mystica Luer, 1989 (Masdevallia filaria × ?)
- Masdevallia × senghasiana Luer, 1994
- Masdevallia × splendida Rchb.f., 1878 (Masdevallia barlaeana × Masdevallia veitchiana)
- Masdevallia × strumella Luer, 1988 (Masdevallia strumifera × Masdevallia tubulosa)

## В культуре
Температура.

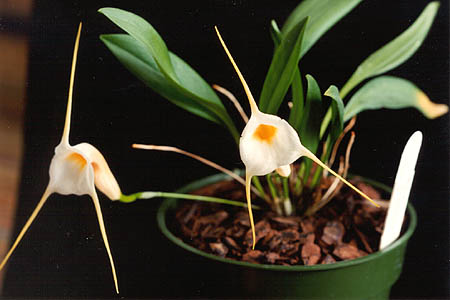
Masdevallia constricta

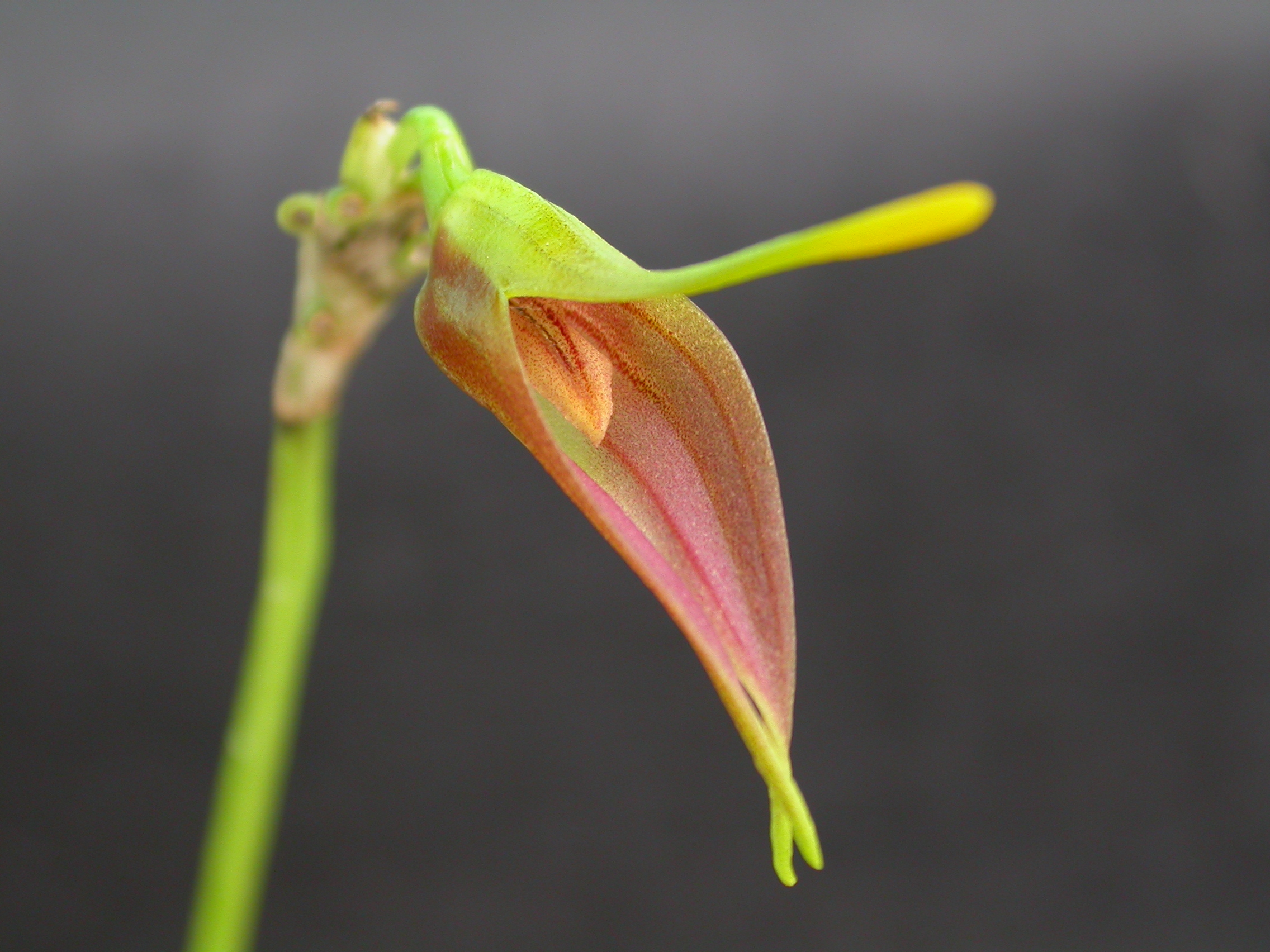
Masdevallia vargasii

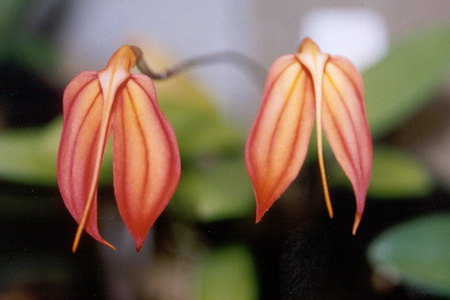
Masdevallia ignea

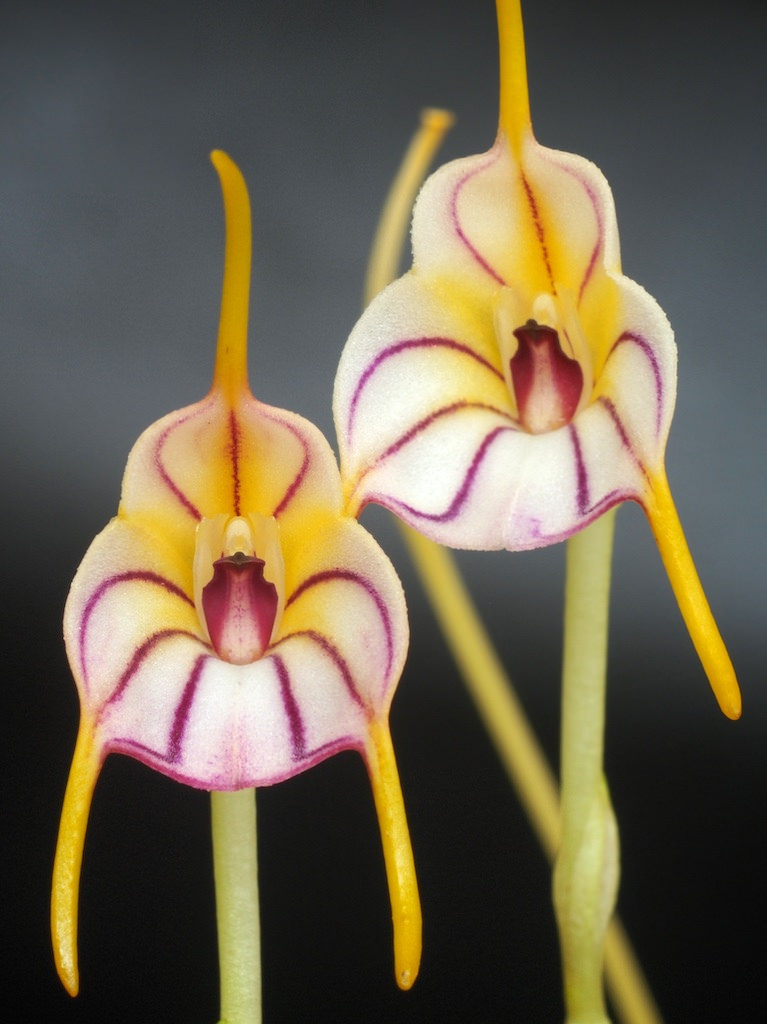
Masdevallia rimarima-alba

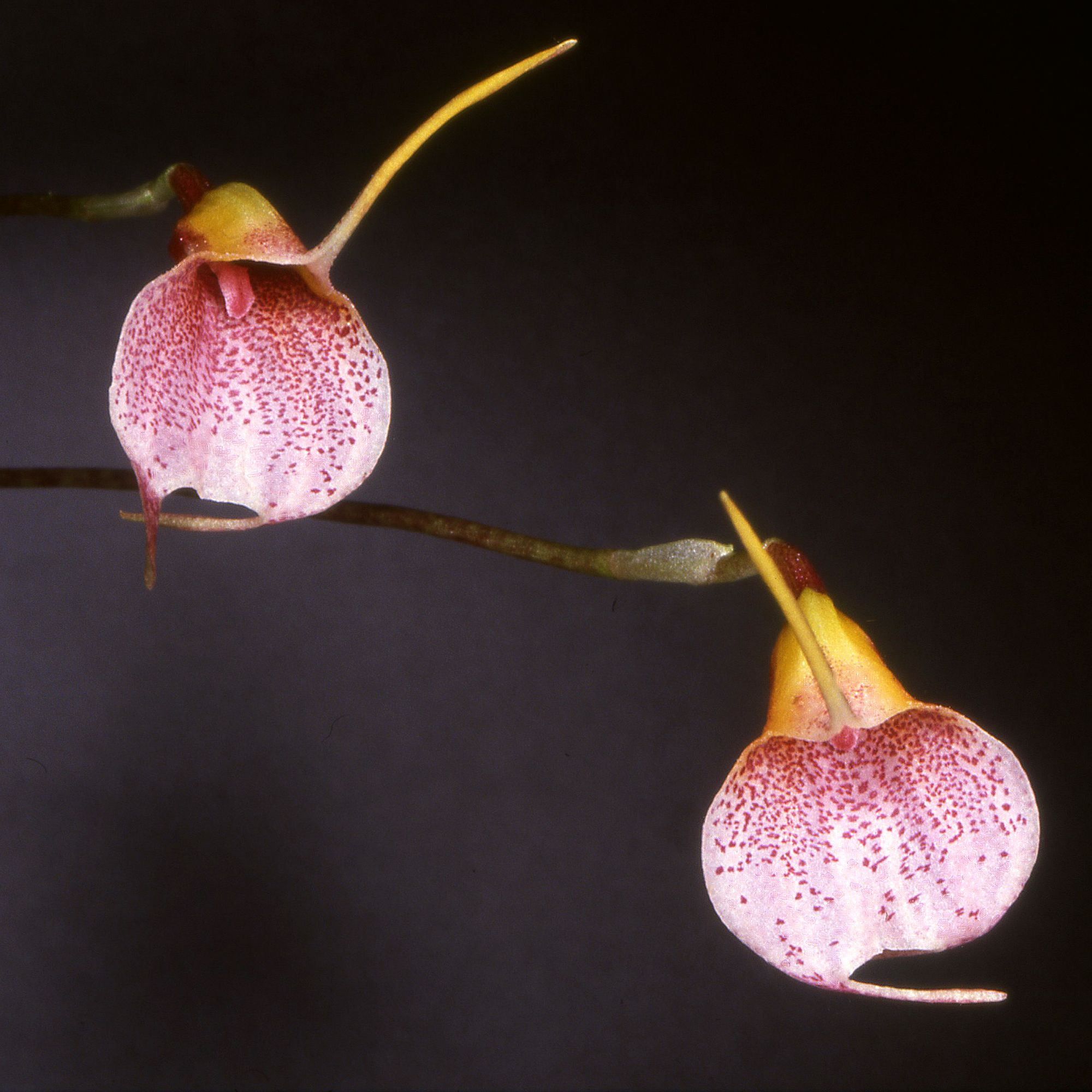
Masdevallia floribunda

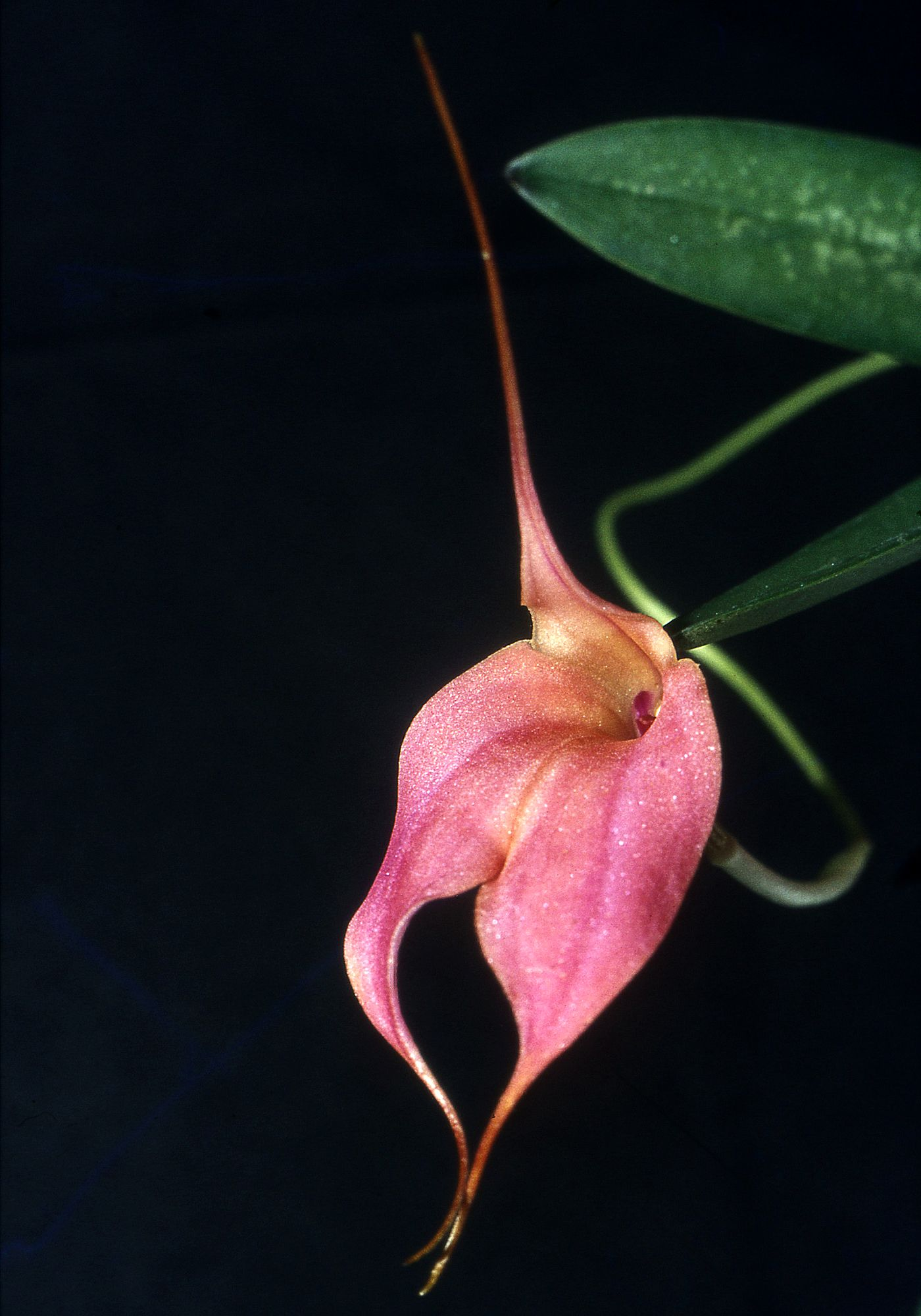
Masdevallia ×splendida

Масдеваллии условно подразделяют на 4 температурные группы: 

1. Холодная (cold—growing) — ночная температура 4—7°С, дневная 10—16 °C 

2. Прохладная (cool—growing) — 7—12 °C, 10—17°С

3. Умеренная (intermediate—growing)- 10—13 °C, 13—20°С

4. Теплая (warm-growing) — 16-18 °C, 20—27 °C.
Большинство видов относится к первым трем группам. 
 Наиболее просты в содержании виды относящиеся к «теплой» группе: Masdevallia anfracta, Masdevallia ayabacana, Masdevallia bennettii, Masdevallia crescenticola, Masdevallia demissa, Masdevallia lata, Masdevallia livingstoneana, Masdevallia martiniana, Masdevallia naranjapatae, Masdevallia norae, Masdevallia sprucei, Masdevallia tonduzii, Masdevallia tubuliflora, Masdevallia vieirana.
Виды относящиеся к «умеренной» группе испытывают стресс при летних повышениях температуры воздуха. Как правило их содержат в условиях орхидариумов расположенных в помещениях с регулируемой температурой. К этой группе относятся следующие виды: 
 A. Masd. abbreviata, Masd. adamsii, Masd. aenigma, Masd. agaster, Masd. × alvaroi, Masd. amaluzae, Masd. amplexa, Diodonopsis anachaeta (syn. Masd. anachaeta), Masd. anceps, Masd. andreettaeana, Masd. angulata, Masd. angulifera, Masd. aphanes, Masd. ariasii, Masd. asterotricha, Masd. attenuata, Masd. aurea, Masd. aurorae, 
B. Masd. bangii, Masd. belua, Masd. bicolor, Masd. bicornis, Masd. bottae, Masd. brachyantha, Masd. brachyura, Masd. brenneri, Masd. bryophila, Masd. bucculenta,
C. Masd. calagrasalis, Masd. caloptera, Masd. calura, Masd. campyloglossa, Masd. cardiantha, Masd. carruthersiana, Masd. caudata, Masd. chasei, Masd. chimboensis, Masd. chontalensis, Masd. chuspipatae, Masd. citrinella, Masd. cocapatae, Masd. collantesii, Masd. collina, Masd. concinna, Masd. constricta, Masd. corazonica, Masd. coriacea, Masd. corniculata, Masd. cucullata, Masd. cuprea, Masd. curtipes,
D. Masd. datura, Masd. decumana, Masd. deformis, Masd. delphina, Masd. deniseana, Masd. descendens, Masd. discoidea, Masd. discolor, Masd. dorisiae, Masd. dynastes,
E. Masd. echo, Masd. encephala, Masd. ensata, Diodonopsis erinacea (syn. Masd. erinacea), Masd. eumeces, Masd. eurynogaster, Masd. excelsior, Masd. exquisita,
F. Masd. falcago, Masd. filaria, Masd. flaveola, Masd. floribunda, Masd. foetens, Masd. formosa, Masd. frilehmannii, Masd. fuchsii, Masd. fulvescens,
G. Masd. garciae, Masd. geminiflora, Masd. glandulosa, Masd. glomerosa, Masd. goliath, Masd. guayanensis, Masd. guerrieroi, Masd. gutierrezii, Masd. guttulata,
H. Masd. hartmanii, Masd. helenae, Masd. herradurae, Masd. heteroptera, Masd. hymenantha,
I. Masd. impostor, Masd. infracta, Masd. ingridiana, Masd. irapana, Masd. iris, Masd. ishikoi, Masd. isos,
K. Masd. klabochorum, Masd. kuhniorum,
L. Masd. lamprotyria, Masd. lankesteriana, Masd. lansbergii, Masd. lappifera, Masd. laucheana, Masd. lehmannii, Masd. lenae, Masd. lilianae, Masd. limax, Masd. loui, Masd. lucernula, Masd. luziaemariae, Masd. lychniphora,
M. Masd. maduroi, Masd. mallii, Masd. maloi, Masd. manta, Masd. marginella, Masd. marthae, Masd. mejiana, Masd. melanopus, Masd. melanoxantha, Masd. menatoi, Masd. mezae, Masd. minuta, Masd. molossoides, Masd. monogona, Masd. mooreana, Masd. morochoi, Masd. × mystica,
N. Masd. navicularis, Masd. nicaraguae, Masd. nidifica, Masd. norops,
O. Masd. odontocera, Masd. odontopetala, Masd. omorenoi, Masd. ophioglossa, Masd. ortalis, Masd. os-viperae,
P. Masd. pachyura, Masd. panguiensis, Masd. papillosa, Masd. paquishae, Masd. patchicutzae, Masd. patriciana, Masd. patula, Masd. persicina, Masd. pescadoensis, Masd. phoenix, Masd. picturata, Masd. pinocchio, Masd. pleurothalloides, Masd. plynophora, Masd. polysticta, Masd. porphyrea, Masd. portillae, Masd. princeps, Masd. prodigiosa, Masd. pteroglossa, Masd. pumila, Masd. purpurella, Diodonopsis pygmaea (syn. Masd. pygmaea), Masd. pyknosepala,
R. Masd. rafaeliana, Masd. reichenbachiana, Masd. rhodehameliana, Masd. richardsoniana, Masd. ricii, Masd. rigens, Masd. rimarima-alba, Masd. robusta, Masd. rodolfoi, Masd. rolfeana, Masd. rubiginosa, Masd. rufescens,
S. Masd. sanctae-fidei, Masd. sanctae-inesae, Masd. scabrilinguis, Masd. schizopetala, Masd. schizostigma, Masd. schroederiana, Masd. schudelii, Masd. scopaea, Masd. segrex, Masd. sernae, Masd. setacea, Masd. stenorhynchos, Masd. stirpis, Masd. strattoniana, Masd. striatella, Masd. strobelii, Masd. sulphurella,
T. Masd. theleura, Masd. torta, Masd. tovarensis, Masd. triangularis, Masd. tricallosa, Masd. trochilus, Masd. tubulosa,
U. Masd. utriculata,
V. Masd. vargasii, Masd. velella, Masd. venatoria, Masd. venezuelana, Masd. ventricularia, Masd. verecunda, Masd. vidua, Masd. virens, Masd. virgo-cuencae,
W. Masd. wageneriana, Masd. whiteana, Masd. wurdackii,
X. Masd. xanthina,
Z. Masd. zahlbruckneri, Masd. zebracea. 
Субстрат.
Чаще используется посадка в пластиковые и керамические горшки или корзинки для эпифитов, при содержании в условиях высокой влажности воздуха производится посадка на блок. При использовании пластиковых и керамических горшков в качестве дренажа, используется керамзит, камни или кусочки пенопласта.
Состав субстрата подбирается в зависимости от вида растений, для масдеваллий имеющих тонкие корни, как правило используют субстраты с преобладанием сфагнума, а для видов с более толстыми корнями (Masdevallia ignea, Masdevallia tovarensis) готовят субстрат с преобладанием кусочков коры сосны.
Субстраты используемые в оранжерее Национального ботанического сада Украины:
- Сфагнум, измельченные корни осмунды, верховой торф, (1:1:1)
- Сфагнум, измельченные корни осмунды (1:1)
- Кора хвойных пород, древесный уголь, верховой торф, листовая подстилка, и песок (1:1:1:1:0,5)

Субстраты описанные в книге Mary E. Gerritsen, Ron Parsons. Masdevallias: gems of the orchid world, 2005:
- Новозеландский сфагнум
- Смесь коры сосны и перлита
- Смесь коры сосны, перлита, измельченных корней папоротника и сфагнума.

Обычно, количество отдельных компонентов подбирается с учетом того, чтобы получившийся субстрат при имеющихся условиях почти полностью просыхал за 3-7 дней.
Пересадка растений осуществляется каждые 1-2 года, в конце зимы — начале весны.
Полив.
Частота полива должна быть подобрана таким образом, чтобы субстрат внутри горшка успевал почти полностью просохнуть, но не успел высохнуть полностью. Субстрат должен быть влажным, но не мокрым.
Для всех видов важно соблюдать нейтральный баланс pH. Для полива растений используется вода прошедшая очистку обратным осмосом.
Большинство культивируемых видов не имеют ярко выраженного периода покоя.
Относительная влажность воздуха.
Масдеваллии содержат при высокой относительной влажности воздуха, по крайней мере 70 %.
Свет.
В природе большинство масдеваллий произрастают при освещенности 13000 lx, некоторые виды при освещенности до 37000 lx. При стрессовых для растений повышениях температуры, следует дополнительно притенять растения, повышать относительную влажность и интенсивность циркуляции воздуха.

## Литература

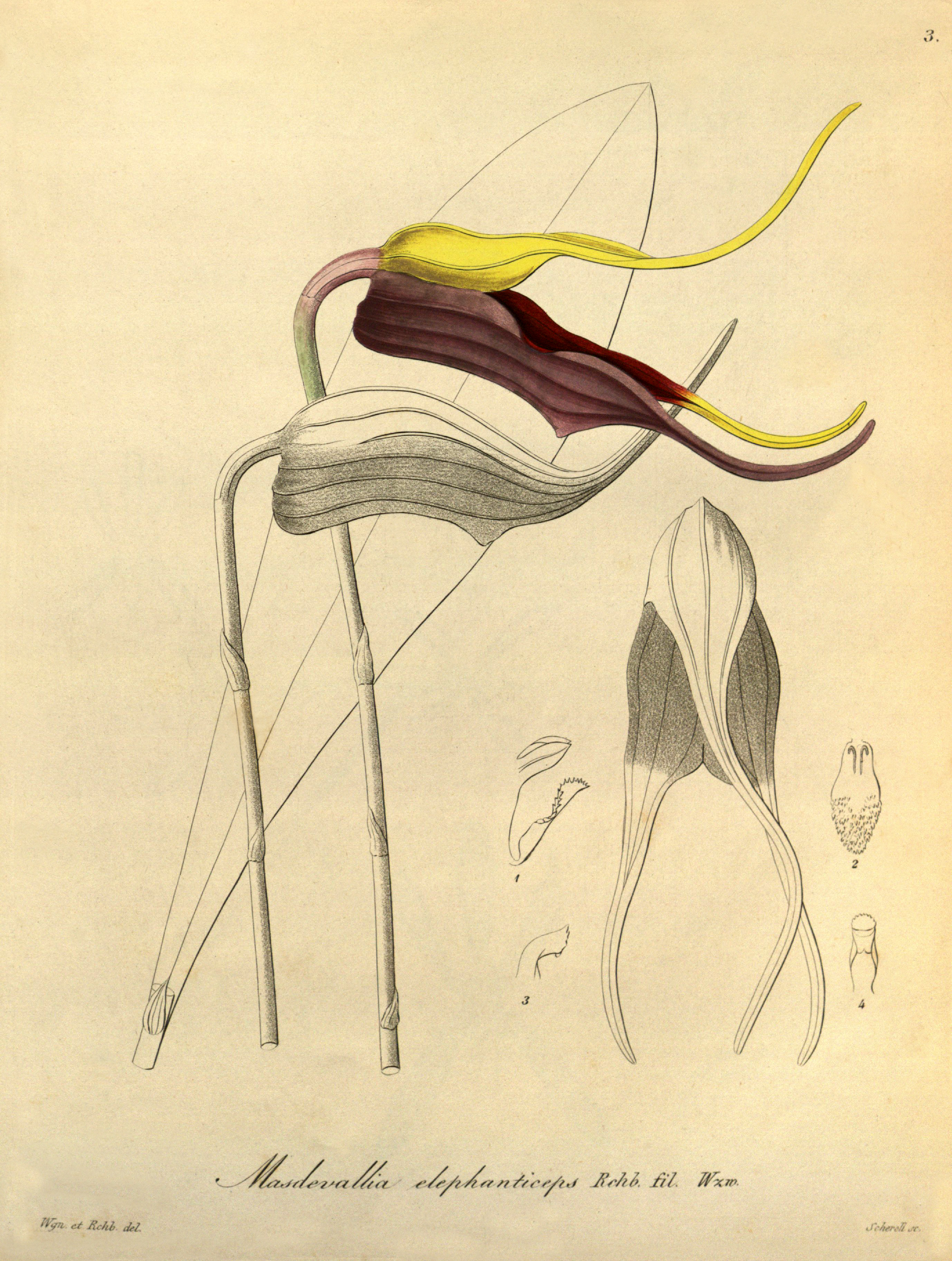
Masdevallia elephanticeps
Ботаническая иллюстрация из книги «Xenia orchidacea» vol. 1 tab. 3, 1858 г.